# Điều trị và kiểm soát COVID-19
Hiện tại, vẫn chưa có có phương pháp hoặc thuốc đặc trị hiệu quả cho bệnh virus corona 2019 (COVID-19), do virus SARS-CoV-2 gây ra. Sau một năm kể từ khi đại dịch bùng phát, các vắc-xin có hiệu quả cao hiện đã được giới thiệu và bắt đầu làm chậm sự lây lan của SARS-CoV-2; tuy nhiên, đối với những người đang chờ tiêm chủng, cũng như đối với hàng triệu người (con số ước tính) bị suy giảm miễn dịch không có khả năng đáp ứng mạnh mẽ với tiêm chủng, việc điều trị vẫn đóng một vai trò quan trọng. Do vậy, sự thiếu tiến triển trong việc phát triển các phương pháp đặc trị hiệu quả đồng nghĩa với việc: nền tảng của việc kiểm soát COVID-19 là chăm sóc hỗ trợ hay điều trị triệu chứng, bao gồm điều trị để làm giảm các triệu chứng, thay thế dịch lỏng, liệu pháp oxy, thay đổi tư thế sang nằm sấp khi cần thiết, cũng như sử dụng các loại thuốc hoặc thiết bị để hỗ trợ những cơ quan thiết yếu trong cơ thể.
Hầu hết các ca mắc COVID-19 đều chỉ mức nhẹ hoặc vừa. Trong những trường hợp này, chăm sóc hỗ trợ bao gồm sử dụng thuốc như paracetamol hoặc NSAID để giảm các triệu chứng (sốt, đau nhức cơ thể, ho) cũng như thực hiện hiệu quả các biện pháp như bổ sung dịch lỏng, nghỉ ngơi và thở bằng mũi. Vệ sinh cá nhân tốt và một chế độ ăn uống lành mạnh cũng được khuyến khích. Trung tâm Kiểm soát và Phòng ngừa Dịch bệnh Hoa Kỳ (CDC) khuyến cáo những ai nghi ngờ mình mang virus nên tự cách ly ở nhà và đeo khẩu trang.
Những người với biểu hiện nặng hơn có thể sẽ cần phải điều trị tại bệnh viện. Ở những người có mức oxy thấp, glucocorticoid dexamethasone được khuyến nghị sử dụng, vì nó có thể làm giảm nguy cơ tử vong. Thông khí không xâm lấn và nặng hơn là, nhập viện khu hồi sức tích cực để thở máy là các biện pháp có thể cần trong hỗ trợ hô hấp. Trao đổi oxy qua màng ngoài cơ thể (ECMO) đã được sử dụng để giải quyết vấn đề suy hô hấp, nhưng lợi ích của nó vẫn đang được xem xét. Một số trường hợp bệnh diễn tiến nặng là do quá trình viêm nhiễm toàn thân, được gọi bằng cái tên là bão cytokine.
Một số phương pháp điều trị thử nghiệm đang được tích cực nghiên cứu trong các thử nghiệm lâm sàng. Có một số phương pháp từng được cho là có triển vọng sớm trong đại dịch, chẳng hạn như sử dụng hydroxychloroquine hay lopinavir/ritonavir, nhưng các nghiên cứu sau đó chỉ ra rằng chúng không thực sự hiệu quả, thậm chí là có thể gây hại. Mặc dù các nghiên cứu đang được tiến hành, vẫn chưa có đủ bằng chứng chất lượng tốt để khuyến nghị điều trị sớm. Tuy vậy, tại Hoa Kỳ, hai liệu pháp dựa trên kháng thể đơn dòng đã có sẵn để sử dụng sớm trong những ca mắc được cho là có nguy cơ cao tiến triển thành bệnh nặng. Remdesivir với khả năng kháng virus hiện đã có sẵn ở Hoa Kỳ, Canada, Úc và một số quốc gia khác, với các hạn chế sử dụng khác nhau; tuy nhiên, loại thuốc không được khuyến khích cho những người cần thở máy và hoàn toàn không được khuyến khích bởi Tổ chức Y tế Thế giới (WHO), do bằng chứng hạn chế về tính hiệu quả của nó.
Một số người có thể gặp các triệu chứng dai dẳng hoặc tàn tật sau khi phục hồi sau phơi nhiễm; tình trạng này được gọi là hội chứng COVID kéo dài. Những thông tin về cách kiểm soát và phục hồi tốt nhất cho những trường hợp này vẫn còn rất hạn chế.
WHO, Ủy ban Y tế Quốc gia Trung Quốc, Viện Quốc gia về Y tế và Chăm sóc Xuất sắc Vương quốc Anh, và Viện Y tế Quốc gia Hoa Kỳ, cùng với các cơ quan và tổ chức khác trên toàn thế giới, đều đã công bố các khuyến nghị và hướng dẫn chăm sóc người bị COVID‑19. Các nhà nghiên cứu triệu chứng và các bác sĩ chuyên  khoa phổi ở Hoa Kỳ đã tổng hợp các khuyến nghị điều trị từ các cơ quan khác nhau thành một nguồn tài liệu miễn phí, có tại IBCC.

## Các thuốc chữa trị

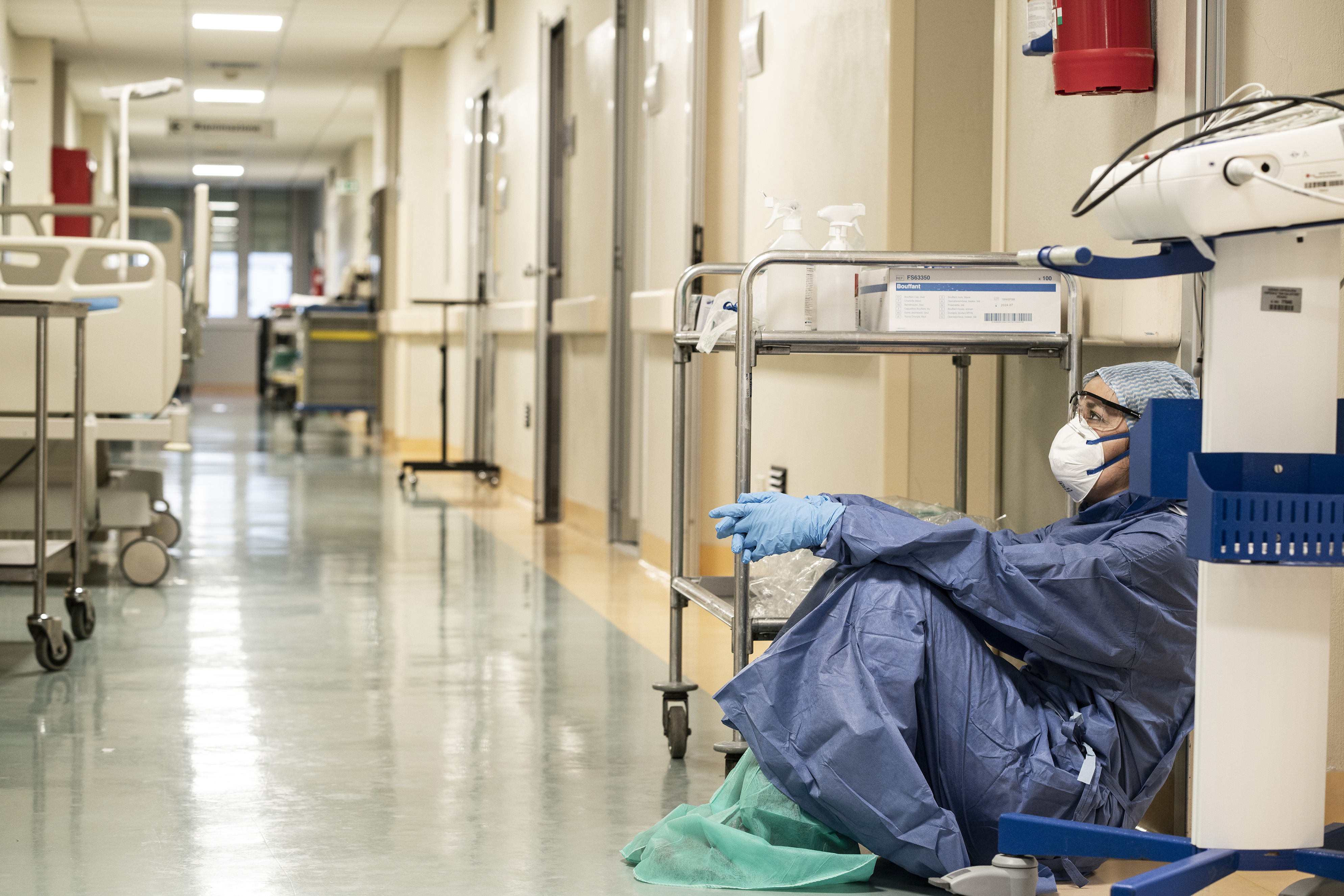
Một bác sĩ gây mê kiệt sức ở Pesaro, Ý, tháng 3 năm 2020

Đã có một số lượng lớn các thuốc được xem xét để sử dụng cho bệnh nhân COVID-19.  Tính đến tháng 2 năm 2021, tại Hoa Kỳ, remdesivir đã được FDA chấp thuận cho sử dụng trên một số bệnh nhân COVID-19, và đã có giấy phép sử dụng khẩn cấp cho các thuốc như baricitinib, bamlanivimab, bamlanivimab/etesevimab, và casirivimab/imdevimab. Vào ngày 16 tháng 4 năm 2021, FDA đã thu hồi giấy phép sử dụng khẩn cấp (EUA) đối với liệu pháp sử dụng một mình kháng thể đơn dòng bamlanivimab để điều trị COVID-19 cho bệnh nhân nhiễm COVID-19 ở mức nhẹ đến trung bình ở người lớn và một số bệnh nhân nhi. Tại liên minh Châu Âu, việc sử dụng dexamethasone đã được xác nhận và thuốc remdesivir được cấp giấy phép lưu hành có điều kiện. Dexamethasone cho thấy lợi ích lâm sàng trong điều trị COVID-19, được xác định trong các thử nghiệm ngẫu nhiên có đối chứng. Nghiên cứu ban đầu cho thấy tác dụng của remdesivir trong việc ngăn ngừa tử vong và rút ngắn thời gian bị bệnh, nhưng điều này không được chứng minh bởi các thử nghiệm sau đó. Một số các thuốc khác như budesonide và tocilizumab có cho thấy một số kết quả đáng hứa hẹn nhưng vẫn đang được nghiên cứu kỹ hơn.
Trong những tháng đầu của đại dịch, nhiều bác sĩ ở khoa hồi sức tích cực khi đối mặt với tính chất chết người của virus đã mạo hiểm kê đơn các phương pháp điều trị bằng phỏng đoán vì hoàn cảnh chưa từng có của đại dịch. Tuy nhiên, tiêu chuẩn quan tâm cho hầu hết các bệnh khó chữa là khi căn bệnh tồn tại qua nhiều năm, các bác sĩ sẽ xây dựng một khối lượng nghiên cứu để kiểm tra các lý thuyết khác nhau, so sánh và đối chiếu liều lượng cũng như xem xét hiệu quả của một loại thuốc này so với một loại thuốc khác.
Một số loại thuốc kháng virus đang được xem xét để sử dụng đối với COVID-19, mặc dù chưa có loại thuốc nào được chứng minh là có hiệu quả rõ ràng trên tỷ lệ tử vong trong các thử nghiệm đối chứng ngẫu nhiên đã được công bố. Việc sử dụng huyết tương hồi phục như một lựa chọn điều trị đã được nghiên cứu nhưng không cho thấy hiệu quả. Các thử nghiệm khác đang điều tra xem liệu các loại thuốc hiện có có thể được sử dụng hiệu quả để chống lại phản ứng miễn dịch của cơ thể đối với việc nhiễm SARS-CoV-2 hay không. Nghiên cứu về các phương pháp điều trị tiềm năng đã bắt đầu từ tháng 1 năm 2020, và một số loại thuốc kháng virus đang được thử nghiệm lâm sàng. Mặc dù có thể cần đến tận năm 2021 để phát triển các loại thuốc mới, một số loại thuốc đang được thử nghiệm đã được phê duyệt cho các mục đích sử dụng khác hoặc đã đang trong quá trình thử nghiệm nâng cao. Thuốc kháng virus có thể được thử ở những người bị bệnh nặng. WHO khuyến khích các tình nguyện viên tham gia vào các cuộc thử nghiệm về tính hiệu quả và an toàn của các phương pháp điều trị tiềm năng.
Các phương pháp kháng thể đơn dòng như bamlanivimab/etesevimab và casirivimab/imdevimab đã được quan sát là giúp giảm số ca nhập viện, số ca cấp cứu và số ca tử vong. Hai loại thuốc kết hợp này đã được cho phép sử dụng khẩn cấp bởi FDA.
Sử dụng một số loại thuốc không kê đơn như paracetamol hay ibuprofen cũng như uống đủ nước và nghỉ ngơi hợp lý có thể giúp làm giảm các triệu chứng. Tùy thuộc vào mức độ nghiêm trọng của bệnh, liệu pháp oxy và tiêm tĩnh mạch cũng có thể là cần thiết.
Một số phương pháp điều trị thay đổi bệnh (disease-modifying) đã được nghiên cứu và phát hiện ra là không hiệu quả hoặc không an toàn, do đó không được khuyến khích sử dụng; chúng bao gồm baloxavir marboxil, lopinavir /ritonavir, ruxolitinib, chloroquine, hydroxychloroquine, interferon β-1a và colchicine. Favipiravir và nafamostat đã cho ra các kết quả khác nhau nhưng vẫn đang trong quá trình thử nghiệm lâm sàng ở một số quốc gia.

## Hỗ trợ hô hấp

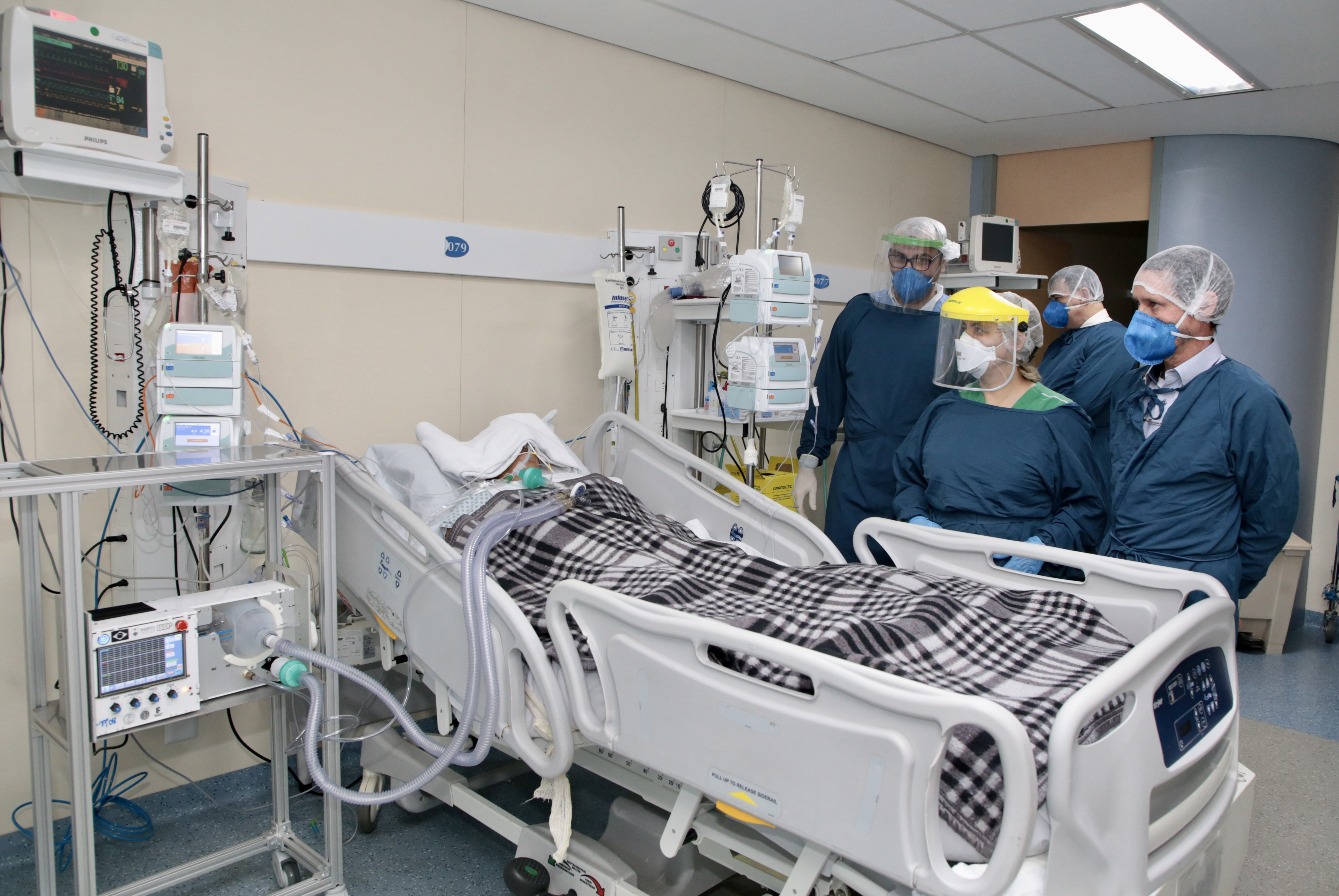
Một bệnh nhân nguy kịch đang được thông khí xâm nhập trong phòng chăm sóc đặc biệt của Viện Tim, Đại học São Paulo, trong đại dịch COVID-19 ở Brazil. Do thiếu máy thở, máy thở cầu đang được sử dụng để tự động kích hoạt mặt nạ van túi.

### Thở máy
Hầu hết các ca mắc COVID-19 không nghiêm trọng tới  mức cần thở máy hoặc các phương pháp hô hấp hay thế, nhưng vẫn có một tỷ lệ các ca cần đến những biện pháp này. và đặc biệt là những người trên 80 tuổi). Kiểu hỗ trợ hô hấp cho những người bị suy hô hấp liên quan đến COVID-19 đang được tích cực nghiên cứu cho những người trong bệnh viện, với một số bằng chứng cho thấy: việc đặt nội khí quản có thể được tránh bằng cách thông khí lưu lượng cao qua mũi hoặc thông khí áp lực dương hai mức. Hai phương pháp này có mang lại lợi ích như nhau cho những người bị bệnh nặng hay không là một điều vẫn còn chưa sáng rõ. Một số bác sĩ chọn duy trì thở máy xâm nhập khi có thể vì kỹ thuật này giúp hạn chế sự lan truyền của các giọt sol khí nếu so với thông khí lưu lượng cao.
Việc thở máy đã được thực hiện ở 79% người bệnh nặng đang nằm viện, trong đó 62% đã nhận được các phương pháp điều trị khác trước đó. Tỉ lệ tử vong ở nhóm này là 41%, theo một nghiên cứu ở Hoa Kỳ.
Các ca chuyển biến nặng thường được quan sát nhiều nhất ở người lớn tuổi (những người trên 60 tuổi, và đặc biệt là những người trên 80 tuổi). Nhiều nước phát triển không có đủ giường bệnh trên đầu người, làm hạn chế năng lực của hệ thống y tế trong việc xử lý số ca COVID-19 tăng đột biến đến mức phải nhập viện. Chính sự giới hạn trong khả năng lực hỗ trợ này là một động lực quan trọng đằng sau những lời kêu gọi yêu cầu làm phẳng đường cong. Một nghiên cứu ở Trung Quốc cho thấy: trong số 5% bệnh nhân được đưa vào hồi sức tích cực, có 2,3% cần hỗ trợ thở máy và có 1,4% tử vong. Ở Trung Quốc, khoảng 30% số người nhập viện với COVID-19 cuối cùng sẽ được đưa đến đơn vị hồi sức tích cực.
Việc sử dụng nitric oxide dạng hít cho những người đang được thở máy là không được khuyến nghị, những bằng chứng y khoa về phương pháp này hiện vẫn còn yếu.

### Hội chứng suy giảm hô hấp cấp tính
Vấn đề thở máy trở nên phức tạp hơn khi hội chứng suy hô hấp cấp tính (ARDS) cũng tiến triển trong đại dịch COVID-19 và việc cung cấp oxy ngày càng trở nên khó khăn. Máy thở với khả năng kiểm soát áp suất và áp lực dương cuối (PEEP) là cần thiết để tối đa hóa việc cung cấp oxy đồng thời giảm thiểu nguy cơ tổn thương phổi do máy thở và tràn khí màng phổi.

### Trao đổi oxy qua màng ngoài cơ thể
Trao đổi oxy qua màng ngoài cơ thể (Extracorporeal membrane oxygenation, viết tắt: ECMO) là công nghệ phổi nhân tạo được áp dụng từ những năm 1980 để điều trị suy hô hấp và hội chứng suy hô hấp cấp khi thở máy thông thường không thành công. Trong phương pháp phức tạp này, máu được lấy ra khỏi cơ thể qua các ống thông lớn, được chuyển qua một máy trao đổi oxy dạng màng để phân phối oxy và loại bỏ carbon dioxide (vốn là các chức năng của phổi), rồi được đưa trở lại cơ thể. Tổ chức Hỗ trợ Sự sống Ngoài cơ thể (ELSO) có lưu lại một số kết quả có liên quan đến công nghệ này, ECMO đã được sử dụng cho hơn 120.000 bệnh nhân tại 435 trung tâm ECMO trên toàn thế giới với tỷ lệ tử vong là 40% đối với bệnh nhân hô hấp người lớn.
Việc sử dụng ECMO trên bệnh nhân COVID-19 từ Trung Quốc trong giai đoạn sớm của đại dịch thu lại các kết quả tương đối kém, với tỷ lệ tử vong là trên 90%. Vào tháng 3 năm 2020, bộ phận dữ liệu của ELSO bắt đầu thu thập dữ liệu về việc sử dụng ECMO trên toàn thế giới cho bệnh nhân mắc COVID-19 và báo cáo dữ liệu này trên trang web ELSO theo thời gian thực. Vào tháng 9 năm 2020, kết quả của 1.035 bệnh nhân COVID-19 được hỗ trợ ECMO từ 213 trung tâm có kinh nghiệm ở 36 quốc gia khác nhau đã được công bố trên tạp chí The Lancet, cho thấy tỷ lệ tử vong là 38%, tương tự như nhiều bệnh hô hấp khác được điều trị bằng ECMO. Tỷ lệ tử vong cũng tương tự như tỷ lệ tử vong 35% được thấy trong thử nghiệm EOLIA, thử nghiệm đối chứng ngẫu nhiên lớn nhất đối với ECMO trên bệnh nhân có hội chứng suy hô hấp cấp. Các dữ liệu đa cơ sở, đa quốc gia này cung cấp những bằng chứng ủng hộ cho việc sử dụng tạm thời ECMO cho những bệnh nhân suy hô hấp cấp do giảm oxy máu liên quan đến COVID-19. Do đây là một công nghệ phức tạp và có thể gây tốn nhiều tài nguyên, các hướng dẫn sử dụng ECMO trong đại dịch COVID-19 được công bố và phổ biến.

## Ngăn ngừa lây truyền tiếp

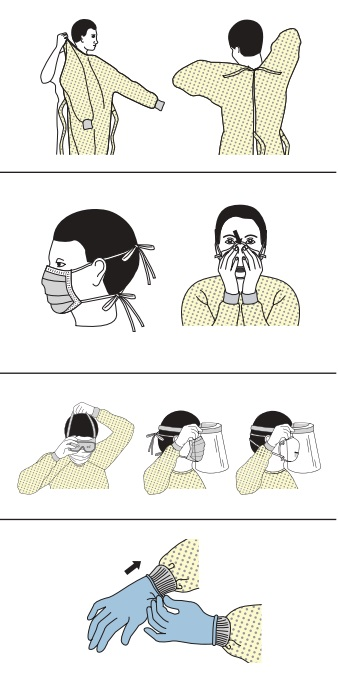
Trung tâm Kiểm soát và Phòng ngừa Dịch bệnh Hoa Kỳ (CDC) khuyến nghị bốn bước để áp dụng PPE.

Tự cách ly là biện pháp được khuyến nghị đối với những người mắc COVID-19 nhẹ hoặc nghi ngờ mình đã bị nhiễm virus, cả với những người đã biểu hiện các triệu chứng không đặc hiệu, nhằm ngăn ngừa sự lây truyền của virus và giúp làm giảm gánh nặng bệnh nhân cho các cơ sở y tế. Tại Vương quốc Anh, việc thực hiện những biện pháp tự cách ly này được quy định bằng luật. Các chỉ dẫn tự cách cách ly là khác nhau giữa các quốc gia; CDC Hoa Kỳ và Dịch vụ Y tế Quốc gia Vương quốc Anh đã ban hành các hướng dẫn cụ thể về vấn đề này, cũng như nhiều cơ quan địa phương có thẩm quyền khác.
Thông khí đầy đủ, làm sạch và khử trùng, và xử lý chất thải cũng rất cần thiết để ngăn ngừa chuỗi lây nhiễm của bệnh.

### Các dụng cụ bảo vệ cá nhân
Các biện pháp phòng ngừa phải được thực hiện để giảm thiểu nguy cơ lây truyền virus, đặc biệt là trong các cơ sở y tế khi thực hiện các biện pháp có thể tạo ra giọt bắn, chẳng hạn như đặt nội khí quản hoặc thông khí bằng tay. Đối với các chuyên gia chăm sóc sức khỏe đang hỗ trợ cho những bệnh nhân mắc COVID-19, CDC khuyến nghị nên đặt người đó vào Phòng cách ly bệnh lây nhiễm qua đường thở (AIIR) bên cạnh việc sử dụng các biện pháp phòng ngừa tiêu chuẩn, phòng ngừa tiếp xúc và phòng ngừa lây bệnh trong không khí.
CDC đã đưa ra các hướng dẫn về việc sử dụng thiết bị bảo vệ cá nhân (PPE) trong đại dịch. Thiết bị được khuyến nghị là quần áo bảo hộ, mặt nạ phòng độc (respirator) hoặc khẩu trang, kính bảo vệ mắt và găng tay y tế.
Khi có sẵn, mặt nạ phòng độc (thay cho khẩu trang) được ưu tiên sử dụng. CDC khuyến nghị sử dụng khẩu trang ở những nơi công cộng, khi không thể duy trì cự ly giãn cách xã hội, và khi tương tác với những người không cùng chung sống. Mặt nạ phòng độc N95 được chấp thuận trong các cơ sở công nghiệp nhưng FDA cũng cho phép sử dụng các khẩu trang theo giấy phép sử dụng khẩn cấp (EUA). Chúng được thiết kế để bảo vệ khỏi các hạt trong không khí như bụi nhưng hiệu quả chống lại một tác nhân sinh học cụ thể là không được đảm bảo nếu sử dụng ngoài các mục đích được ghi trên nhãn. Khi không có khẩu trang, CDC khuyến nghị sử dụng tấm che mặt hoặc dùng phương án cuối cùng là khẩu trang tự chế .

## Hỗ trợ tâm lý
Các cá nhân có thể gặp phải ức chế do giãn cách xã hội, hạn chế di chuyển, tác dụng phụ của việc điều trị hoặc lo lắng về việc nhiễm bệnh của bản thân. Để giải quyết những lo ngại này, Ủy ban Y tế Quốc gia Trung Quốc đã xuất bản hướng dẫn quốc gia về can thiệp khủng hoảng tâm lý vào ngày 27 tháng 1 năm 2020.
Tạp chí The Lancet đã xuất bản một lời kêu gọi hành động dài 14 trang tập trung vào Vương quốc Anh và nêu rõ: tình trạng hiện tại có thể khiến cho một loạt các vấn đề liên quan đến sức khỏe tâm lý trở nên phổ biến hơn. BBC dẫn lời Rory O'Connor nói, "Sự gia tăng trong giãn cách xã hội, sự cô đơn, lo lắng về sức khỏe, căng thẳng và suy thoái kinh tế là một tổ hợp hoàn hảo để gây tổn hại đến sức khỏe tinh thần và hạnh phúc của mỗi người." 

## Các nhóm người đặc biệt

### Điều trị đồng thời các bệnh lý khác
Thời kỳ đầu của đại dịch, những lo ngại về lý thuyết đã được đặt ra cho việc sử dụng thuốc ức chế enzyme chuyển hóa angiotensin và thuốc kháng thụ thể angiotensin. Tuy nhiên, các nghiên cứu sau đó đã không tìm thấy bằng chứng hỗ trợ cho việc ngừng sử dụng các loại thuốc này ở những người sử dụng chúng vì mắc các bệnh như huyết áp cao. Một nghiên cứu từ ngày 22 tháng 4 cho thấy những người có COVID-19 và tăng huyết áp có tỷ lệ tử vong do mọi nguyên nhân là thấp hơn khi sử dụng các loại thuốc này.  Mối quan tâm tương tự đã được nêu ra cho thuốc chống viêm không steroid (NSAID) như ibuprofen; những nghi ngờ này cũng không được chứng minh bằng nghiên cứu và các thuốc NSAID có thể được sử dụng để làm giảm các triệu chứng của COVID-19 và tiếp tục được sử dụng bởi những người dùng chúng cho các bệnh lý khác.
Những người sử dụng corticosteroid tại chỗ hoặc toàn thân cho các tình trạng hô hấp như hen suyễn hoặc bệnh phổi tắc nghẽn mãn tính nên tiếp tục dùng thuốc theo quy định ngay cả khi họ mắc bệnh COVID-19.

### Trong khi mang thai
Cho đến nay, hầu hết các thử nghiệm lâm sàng liên quan đến SARS-CoV-2 đã loại trừ hoặc chỉ bao gồm số ít phụ nữ mang thai hoặc cho con bú. Hạn chế này gây khó khăn cho việc đưa ra các khuyến nghị điều trị dựa trên bằng chứng ở nhóm bệnh nhân này và có thể cũng giới hạn các hình thức điều trị COVID-19 mà họ có thể chọn. CDC Hoa Kỳ khuyến nghị: một quyết định chung với sự tham gia của cả bệnh nhân và đội ngũ lâm sàng nên được thực hiện khi điều trị cho phụ nữ mang thai bằng các thuốc đang trong quá trình nghiên cứu.